# Gouzon
Gouzon – miejscowość i gmina we Francji, w regionie Nowa Akwitania, w departamencie Creuse.
Według danych na rok 1990 gminę zamieszkiwało 1370 osób, a gęstość zaludnienia wynosiła 27 osób/km² (wśród 747 gmin Limousin Gouzon plasuje się na 82. miejscu pod względem liczby ludności, natomiast pod względem powierzchni na miejscu 30.).